# Паничкин, Михаил Степанович
Михаил Степанович Паничкин (4 ноября 1918, Лебедевка, Симбирская губерния — 13 февраля 2012, Белая Церковь, Киевская область) — полковник Советской Армии, участник Великой Отечественной войны, Герой Советского Союза (1946).

## Биография
Михаил Паничкин родился 4 ноября 1918 года в селе Лебедевка (ныне — Сурский район Ульяновской области). Брат — Герой Советского Союза Николай Степанович Паничкин. Окончил Ульяновский строительный техникум, занимался в кружках Осоавиахима. В 1938 году Паничкин был призван на службу в Рабоче-крестьянскую Красную Армию. В 1940 году он окончил Челябинское военное авиационное училище лётчиков-наблюдателей. С начала Великой Отечественной войны — на её фронтах. Летал в одном экипаже со своим братом. В 1942 году окончил Высшую школу лётной подготовки.
К апрелю 1945 года гвардии капитан Михаил Паничкин был инструктором по радионавигации и помощником штурмана 19-го гвардейского бомбардировочного авиаполка 2-й гвардейской бомбардировочной авиадивизии 2-го гвардейского бомбардировочного авиакорпуса 18-й воздушной армии. К тому времени он совершил 269 боевых вылетов на бомбардировку скоплений боевой техники и живой силы противника, его важных объектов, нанеся ему большие потери.
Указом Президиума Верховного Совета СССР от 15 мая 1946 года за «образцовое выполнение боевых заданий командования на фронте борьбы с немецкими захватчиками и проявленные при этом отвагу и геройство» гвардии капитан Михаил Паничкин был удостоен высокого звания Героя Советского Союза с вручением ордена Ленина и медали «Золотая Звезда» за номером 6245.
Участвовал в Параде Победы. После окончания войны Паничкин продолжил службу в Советской Армии. В 1949 году он окончил Высшие лётно-тактические курсы. В 1959 году в звании полковника Паничкин был уволен в запас. Проживал и работал в городе Белая Церковь Киевской области Украины. Скончался 13 февраля 2012 года, похоронен в Белой Церкви. 

## Награды
Почётный гражданин Белой Церкви. Был также награждён тремя орденами Красного Знамени, двумя орденами Отечественной войны 1-й степени, орденом Красной Звезды и рядом медалей СССР, а также украинским орденом Богдана Хмельницкого II (30.04.2005) и III степеней (05.05.1999). 

## Память
В 2020 году Астрадамовской средней школе, в которой учились братья Паничкины, присвоено имени Героев Советского Союза братьев Паничкиных.